# Odile Rodin
Odile Rodin, nome d'arte di Odile Marie-Josèphe Léonie Bérard (Lione, 21 febbraio 1937 – New Hampshire, 12 dicembre 2018), è stata un'attrice francese attiva negli anni cinquanta in cinema e teatro. È ricordata soprattutto per il suo matrimonio con il diplomatico e uomo sportivo dominicano Porfirio Rubirosa.

## Biografia
Cresciuta in una famiglia della borghesia lionese di ambiente medico, fu interprete fra il 1955 e il 1956 di due film, Ragazze folli di Marc Allégret, e Si Paris nous était conté di Sacha Guitry. Interpretò inoltre il ruolo di Marinette nella commedia teatrale Fabien di Marcel Pagnol, la cui prima rappresentazione fu messa in scena il 28 settembre 1956 al Théâtre des Bouffes-Parisiens.
Il suo matrimonio con Rubirosa fu celebrato quando aveva diciannove anni, il 27 ottobre 1956, nel comune di Sonchamp, in Seine-et-Oise. Dopo la morte di Rubirosa per un incidente d'auto, la Rodin sparì dalla scene e dalle cronache mondane, stabilendosi a Rio de Janeiro. All'attrice è stata attribuita una relazione con il figlio di Aristotele Onassis, Alexandre.

## Filmografia
- Ragazze folli (Futures vedettes), regia di Marc Allégret (1955)
- Si Paris nous était conté, regia di Sacha Guitry (1956)